# Bérard de Got
Bérard de Got (1250 — 27 czerwca 1297) — francuski duchowny, starszy brat Bertranda de Got, który w 1305 został papieżem Klemensem V. Arcybiskup Lyonu od 23 lipca 1289 do 18 września 1294, następnie kardynał biskup Albano. Uczestniczył w konklawe 1294. Zmarł we Francji, gdzie przebywał jako legat papieża Bonifacego VIII.